# Coprates Chasma
Das Coprates Chasma ist ein sich über weite Bereiche erstreckender Abschnitt des zentralen Canyonsystems Valles Marineris auf dem Mars. Die im Norden der Farbaufnahme zu sehenden 8 bis 9 km tiefen Valles Marineris besitzen eine Breite von ungefähr 60 bis 100 km und trennen die Ebenen Ophir Planum und Thaumasia Planum.